# Martín Adán

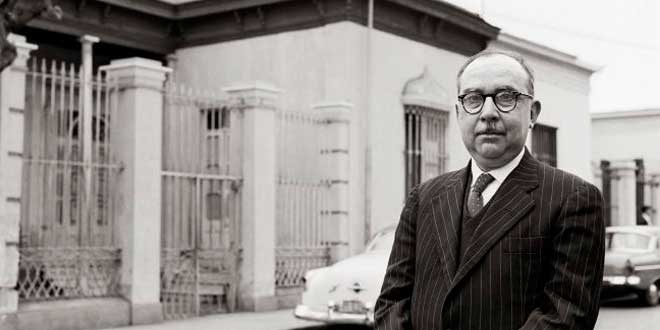
Martín Adán (1970)

Martín Adán (Geburtsname: Rafael de la Fuente Benavides; * 27. Oktober 1908 in Lima; † 29. Januar 1985 ebenda) war ein peruanischer Schriftsteller, Lyriker und Literaturwissenschaftler, der als Erneuerer der fiktionalen Prosa und neben José María Eguren und César Vallejo als einer der Begründer der modernen Poesie in Peru gilt.

## Leben
Martín Adán, der als Rafael de la Fuente Benavides geborene Sohn von Santiago de la Fuente Santolalla und dessen Ehefrau Rosa Mercedes Benavides, wurde nach dem Tode seines Vaters 1914 als Sechsjähriger Halbwaise. Er besuchte von 1916 bis 1926 die Deutsche Schule in Lima, an der der Dichter und Diplomat Alberto Ureta zu seinen Lehrern und Emilio Adolfo Westphalen, Estuardo Núñez Hague und Xavier Abril zu Mitschülern anderer Jahrgänge gehörten. Im Anschluss begann er 1927 ein Studium der Literatur- und Rechtswissenschaften an der Universidad Nacional Mayor de San Marcos (UNMSM). Im selben Jahr erschienen unter seinem lebenslang genutzten Pseudonym Martín Adán einige Fragmente seines im folgenden Jahr veröffentlichten Buches „La casa de cartón“ und das Gedicht „Navidad“ in der 1926 von José Carlos Mariátegui gegründeten Zeitschrift „Amauta“. In den folgenden Jahren veröffentlichte er Gedichte und praktizierte Literaturkritik in verschiedenen Zeitschriften, vor allem in „Amauta“ und „Mercurio Peruano“, und besuchte außerdem häufig die literarischen Zusammenkünfte von José María Eguren und José Carlos Mariátegui. Nach Abschluss seines Studiums wurde er 1931 Mitarbeiter der Rechtsabteilung der Agrarbank von Peru (Banco Agrícola del Perú) und war dort einige Jahre lang tätig.

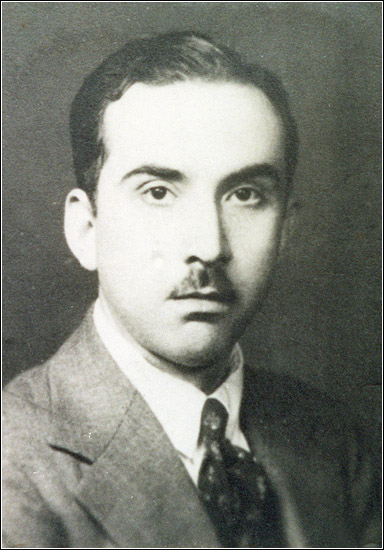
Martín Adán

Adán geriet dann allmählich in den Schwindel einer tiefen intellektuellen und emotionalen Krise, die ihn aufgrund des Alkohols in ein Leben der Selbstzerstörung führte. Er schrieb mit zittriger Handschrift auf Servietten oder Zettel. Der Schutz einiger Freunde rettete einige dieser heterogenen und manchmal inkohärenten Materialien. 1935 wurde er erstmals in das Magdalena-Sanatorium eingewiesen, doch ab 1937 kam es aufgrund des chronischen Alkoholismus zu häufigeren Aufenthalten in Sanatorien. Während seiner ersten Entbindung im Krankenhaus Hospital Víctor Larco Herrera zwischen 1937 und 1941 schloss er 1938 seine Doktor der Literaturwissenschaften mit der Dissertation „De lo barroco en el Perú“ ab, in der er sich mit der Literatur des Barock in Peru befasste. Dieser Unterbringung folgten von 1943 bis 1946 sowie von 1947 bis 1949 weitere Aufenthalte im selben Krankenhaus, bis er etwa 1963 endgültig in eine Privatklinik eingeliefert wurde, die er erst im März 1983 verließ, um zum Aufenthalt im Hospital Víctor Larco Herrera zurückzukehren, ehe er von 1984 bis zu seinem Tode 1985 Herberge Canevaro lebte.
Zu den Auszeichnungen, die er erhielt, zählen der Nationalpreis für die Förderung der Kultur (Premio Nacional de Fomento a la Cultura) im Bereich der Poesie in den Jahren 1946 und 1961 und der Nationalpreis für Kultur in der Literatur (Premio Nacional de Cultura de Literatura) für die Zweijahresperiode 1973/1974. 1956 wurde er zum Mitglied der Peruanischen Akademie für Sprache APL (Academia Peruana de la Lengua) gewählt.

## Schriftstellerisches Werk
Martín Adán veröffentlichte die Prosawerke „La casa de cartón“ (1928) und „De lo barroco en el Perú“ (1968) sowie die Gedichtsammlungen „La rosa de la espinela“ (1939), „Travesía de extramares“ (1950), „Escrito a ciegas“ (1961), „La mano desasida“ (1964), „La piedra absoluta“ (1966) und „Diario de poeta“ (1975). Ein Teil seiner Arbeit ist in Zeitungen und Zeitschriften wie einige Fragmente des vom Autor zerstörten Gedichts „Aloysius Acker“, die Werke „Autores del primer siglo de la Literatura Peruana“ (1939/1940) und „Una primitiva bibliografía amazónica“ (1942), die Romanze „La campana Catalina“ und die Gedichtsammlung „Mi Darío“. Unter der Leitung von Ricardo Silva-Santisteban wurden zwei Bände veröffentlicht, die fast sein gesamtes literarisches Schaffen umfassen: „Obra poética“ (1980) und „Obras en prosa“ (1982). Eine große Zahl von Manuskripten, die in der Sammlung der persönlichen Nachlässe von Martín Adán an der Päpstlichen Katholischen Universität von Peru PUCP (Pontificia Universidad Católica del Perú) gefunden wurden, wurde bislang nicht veröffentlicht.

### „La casa de cartón“ (1928)
Das Werk von Martín Adán ist eindeutig in einer Haltung verortet, die die literarische Tradition offen in Frage stellt und gleichzeitig einen radikalen Fall von Marginalität oder internem Exil in der peruanischen Literatur darstellt. In seinem frühen poetischen Roman „La casa de cartón“ (1928) offenbarte er eine Vorliebe für avantgardistische Experimente. Ohne jemals seinen antiliterarischen Anspruch aufzugeben, schlug seine Poesie dennoch eine andere Richtung ein, indem er sie mit kulturellen Elementen aufbaute, die seiner Suche nach dem Absoluten und der Angst, mit der der Dichter die Unfähigkeit der Sprache zum Ausdruck brachte, einen Charakter mystischer Hermetik verliehen, um das Geheimnis der Existenz zu begreifen. „La casa de cartón“ war Adáns erstes Werk und dasjenige, das ihn im Alter von nur zwanzig Jahren als Schriftsteller etablierte. Dem Buch fehlt eine romanhafte Struktur und Handlung und es kann als poetische Prosa betrachtet werden. In Form eines Selbstgesprächs erzählt es die Eindrücke eines nostalgischen Teenagers, der im Ferienort Barranco südlich der Stadt Lima lebt.

### „De lo barroco en el Perú“ (1968)
Sein Essay „De lo barroco en el Perú“ wurde in Teilen in der Zeitschrift „Mercurio Peruano“ und 1968 vollständig veröffentlicht, dreißig Jahre nachdem er vom Autor als Doktorarbeit an der Universität San Marcos vorgelegt wurde. Zu diesem umfangreichen Werk erklärte der peruanische Dichter Emilio Adolfo Westphalen: „Unter dem Vorwand derjenigen, die in der peruanischen Literaturgeschichtsschreibung ‚Die Romantiker‘ genannt wurden (sie selbst nannten sich ‚Die Bohemien‘), wird über die Umstände debattiert und entschieden sowie die Konstante unserer Literatur und in größerem Maße dessen, was unsere Eigenart als Ganzes, unsere Art, als Volk zu sein, ausmacht…“ („Con el pretexto de los que en la historiografía literaria peruana han sido denominados ‚Los Románticos‘ (ellos mismos se llamaban ‚Los Bohemios‘), se debate y se dictamina sobre lo circunstancial y lo constante de nuestra literatura y, en mayor alcance, de lo que hace nuestra idiosincrasia como entidad, nuestro modo de ser como pueblo…“).

### Das lyrische Werk
In Martín Adáns Gedichten sticht einerseits seine Neubewertung der klassischen metrischen Formen hervor, andererseits aber auch seine Bindung an bestimmte Aspekte der Avantgarde-Kunst in einigen Gedichten. Seine erste Gedichtsammlung, „La rosa de la espinela“ (1939), die teilweise in der Zeitschrift „3“ veröffentlicht wurde, besteht aus zehn achtsilbigen Zehnteln, deren Thema die Rose als Darstellung von Schönheit ist. „Travesía de extramares“ (1950) wiederum sammelt rund fünfzig Sonette, wobei die meisten davon, wie die „Sonetos a la rosa“, bereits zuvor veröffentlicht wurde. Die Texte, die aufgrund ihrer schwierigen Lektüre und der Verwendung von barockem und speziellem Vokabular als hermetisch gelten, sind Reflexionen über das Meer, die Rose, die Musik und das künstlerische Schaffen Chopins.
In seinem nächsten Buch „Escrito a ciegas“ (1961), entschied sich der Dichter für freie Verse, um mit einer poetischen Komposition auf einen Brief der argentinischen Schriftstellerin Celia Paschero zu antworten, in dem sie ihn um Informationen über sein Leben bat. „La mano desasida“ (1964) ist eine Sammlung von Gedichten in freien Versen, von denen es eine Version gibt, die von Juan Mejía Baca, einem Freund des Dichters und Herausgeber seiner neuesten Bücher, veröffentlicht wurde, und eine weitere, viel umfangreichere Version, die in der „Obra poética“ enthalten ist. Sowohl dieses Werk als auch „La piedra absoluta“ (1966) sind metaphysische Reflexionen über die menschliche Verfassung, die der Dichter vor den Ruinen von Machu Picchu macht. In seinen letzten Werken, den Gedichten „Mi Darío“ und „Diario de poeta“ (1975), verwendete der Autor erneut das Sonett.

## Veröffentlichungen
- La casa de cartón, 1928
- De lo barroco en el Perú, 1938, 1968
- La rosa de la espinela, 1939
- Travesía de extramares, 1950
- Escrito a ciegas, 1961
- La mano desasida, 1964
- La piedra absoluta, 1966
- Diario de poeta, 1975